# Aneta Hladíková
Aneta Hladiková (nascida em 30 de agosto de 1984) é uma ciclista tcheca, especialista em BMX. Nas Olimpíadas de 2012 ela terminou na décima posição da prova de BMX.